# Gracjan Piotrowski
Gracjan Józef Piotrowski ps. „Szczyrzecki” (ur. 28 września 1724 w Woli Soleckiej, 22 sierpnia 1785 w Lesku) – polski duchowny rzymskokatolicki, pijar, pedagog, pisarz, publicysta, kaznodzieja, poeta, satyryk.

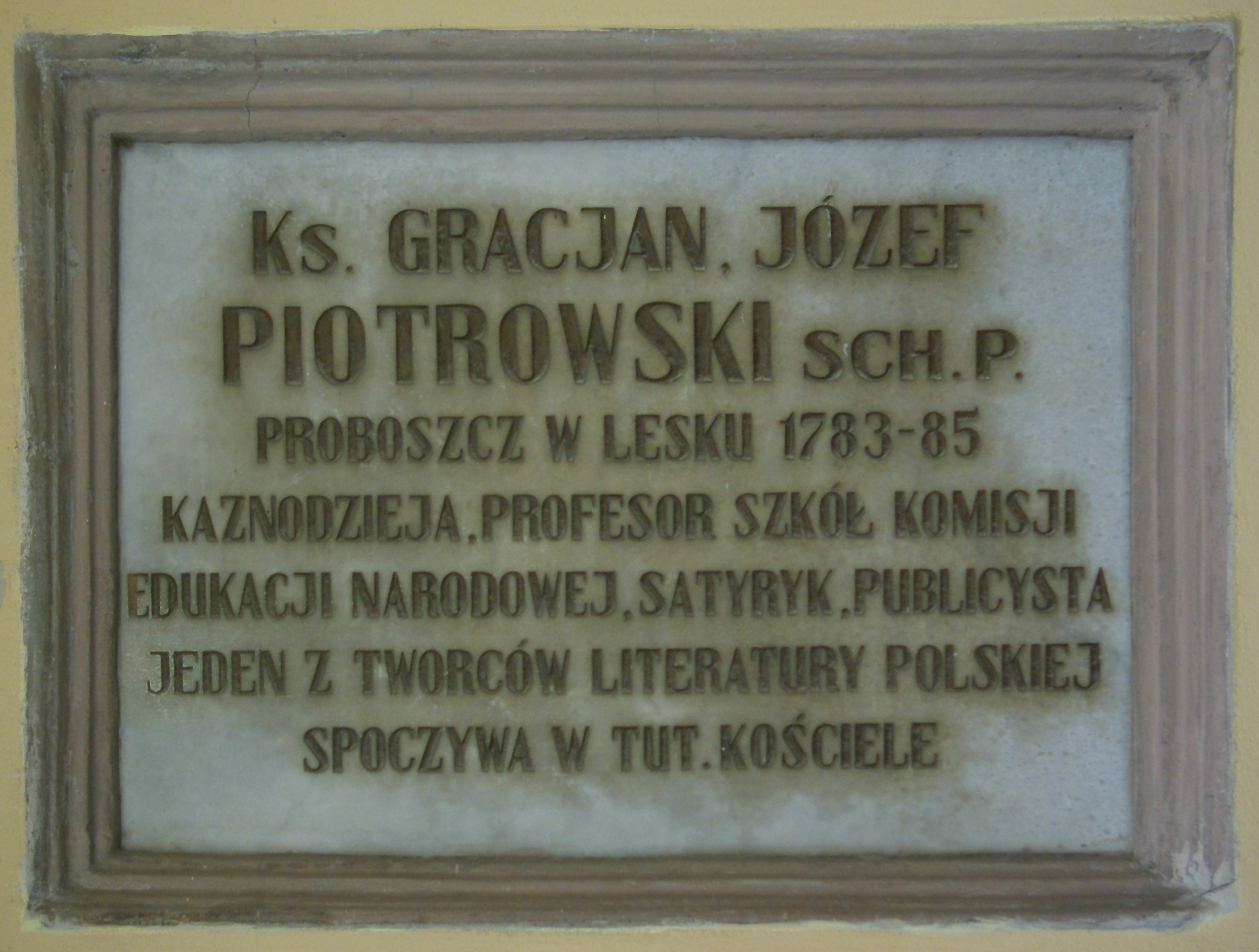
Epitafium Gracjana Józefa Piotrowskiego w kościele w Lesku

## Życiorys
Urodził się 1724 na ziemi sandomierskiej, w rodzinie szlacheckiej jako Józef Piotrowski. Pierwsze nauki pobierał w szkołach pijarów. 5 października 1749 wstąpił do zakonu pijarów w Podolińcu. Nowicjat odbył w Podolińcu, na Spiszu i przyjął imię Gracjan (od świętego Chryzystoma).
Był profesorem szkół Komisji Edukacji Narodowej, wychowanek i profesor szkół pijarskich, zagorzały orędownik w walce o naprawę obyczajów. W latach 1761–1762 został profesorem gramatyki w Podolińcu, odbywając wcześniej (1752-1755) studia zakonne humanistyczno-filozoficzne w Międzyrzeczu Koreckim. W tym okresie był nauczycielem najniższej klasy w Wieluniu (1756), a następnie w Warszawie (1757). Po studiach, przystąpił do pracy nauczycielskiej (ucząc w roku 1758 składni i gramatyki w Łukowie, a w latach 1759-1761 retoryki w Szczuczynie Mazowieckim). W latach 1761–1763 studiował teologię w Warszawie. Od roku 1763 był prefektem szkół pijarskich w Łowiczu, później nauczycielem filozofii i teologii w Collegium Nobilium pijarów w Warszawie, a w latach 1770-1774 współpracownikiem "Monitora".
W roku 1772 Gracjan Piotrowski został przeniesiony przez władze pijarskie z Warszawy do Góry Kalwarii, gdzie został superiorem domu zakonnego, a następnie rektorem kolegium pijarskiego. W roku 1780 Gracjan Piotrowski zakończył pracę w Górze Kalwarii i przeniósł się do szkoły pijarskiej w Rzeszowie. Pełnił przez 3 lata obowiązki rektora tamtejszego kolegium. W roku 1783, gdy nastąpiła kasata zakonu pijarów, szkoła w Rzeszowie została rozwiązana, przybył do Leska, aby przez trzy lata sprawować obowiązki duszpasterskie i tamtejszego proboszcza. Zmarł 22 sierpnia 1785 i został pochowany w podziemiach leskiego kościoła. Zostało tam ustanowione jego epitafium.

## Twórczość
Dorobek literacki Gracjana Piotrowskiego obejmuje kazania, utwory satyryczne i publicystyczne, ody łacińskie. W roku 1770 wydał drukiem swe Kazania w piątki Postu Wielkiego, następnie ogłosił Kazania przeciwko zdaniom i zgorszeniom wieku naszego... w 1772. W roku 1773 wydał tom satyr poety odrodzenia pod tytułem; "Satyr przeciwko zdaniom i zgorszeniom wieku naszego za powodem Satyra Jana Kochanowskiego, książęcia naszych poetów, który się na końcu satyr kładzie".

### Ważniejsze dzieła i kazania

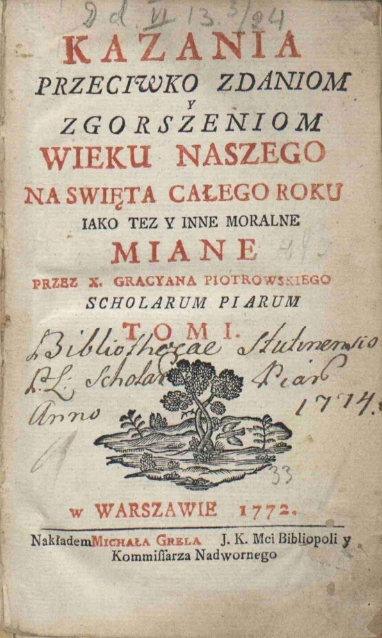
Karta tytułowa dzieła ks. Gracjana Piotrowskiego pt. Kazania przeciwko zdaniom y zgorszeniom wieku naszego, na swięta całego Roku, iako też i inne moralne, miane, 1772

- Adrian, tragedia w szkołach szczuczyńskich księży Scholarum Piarum roku 1760 d. 6 lipca... reprezentowana, brak miejsca i roku wydania (streszczenie); według L. Cellot; pozycja nienotowana w bibliografii Dramat staropolski od początków do powstania sceny narodowej t. 1 (red. W. Korotaj), Wrocław 1965 "Książka w Dawnej Kulturze Polskiej" nr 14
- Oratio pro insturatione studiorum ad magnam studiosae iuventutis frequentiam habita in libera republica, Warszawa 1765; wyd. następne [w:] J. D. A. Janocki: Excerptum Polonicae litteraturae huius atque superioris aetatis cz. 4, Wrocław 1766, s. 387-402
- Oratio in laudem Divi Thomae Aquinatis politici ac theologi Christiani de politices studio cum theologia Christiana coniungendo in aedibus sacris apud religiosos Patres Ordinis Praedicatorum, Varsoviae 1767 die 7 Martii habita, brak miejsca wydania (1767); dedykowane J.A. Załuskiemu
- Kazania w piątki Wielkiego Postu miane, Warszawa 1770
- Satyr przeciwko zdaniom i zgorszeniom wieku naszego... za powodem "Satyra" Jana Kochanowskiego, książęcia naszych poetów t. 1, powst. w latach 1770-1773; 6 satyr ogł. "Monitor" 1770 nr 23-24, 31, 33, 35; 1771 nr 41; całość (25 satyr) wyd. Warszawa 1773[3]; niektóre satyry przedr.: K. Bartoszewicz [w:] Księgi humoru polskiego t. 2, Petersburg 1897; J. Lemański [w:] Satyra polska. Antologia t. 1, Warszawa brak roku wydania; J. Tuwim [w:] Polski słownik pijacki i antologia bachiczna, Warszawa 1935 i wyd. następne; Z. Florczak, L. Pszczołowska [w:] Ludzie Oświecenia o języku i stylu t. 2, Warszawa 1958
- Kazania przeciwko zdaniom i zgorszeniom wieku naszego na święta całego roku, jako też i inne moralne, miane... t. 1, Warszawa 1772[4]
- Satyr przeciwko zdaniom i zgorszeniom wieku naszego t. 2, rękopis; 2 satyry ogł. anonimowo "Monitor" 1773 nr 85 (inc.: Cudze karać występki jest to znakiem cnoty...); 1774 nr 60 (inc.: Na złe sprawy widoczne powstawać surowie...)
- Kazanie na wyprowadzenie z kolegiaty Brzozowskiej ciała śp. ... księdza Józefa Tadeusza Kierskiego biskupa przemyskiego... miane w r. 1783, dnia 24 stycznia..., Lwów (1783).

Artykuły Piotrowskiego ogłaszano także w czasopiśmie "Monitor" 1770 nr 37, 44 i 47.
Bardziej szczegółową bibliografię twórczości podaje I. Chrzanowski: Z dziejów satyry polskiej XVIII w., Warszawa 1909, s. 96.

### Materiały z wizytacji
- Adnotacje z wizytacji klasztoru w Opolu Lubelskim w roku 1779, rękopis: Biblioteka PAN Kraków, sygn. 2339, k. 74 v., 155 v. (na innej karcie podpisy uwierzytelniające).